# Yekaterina Riábova (cantante)
Yekaterina Dmítrievna Riábova (en ruso: Екатерина Дмитриевна "Катя" Рябова; Shchólkovo, Rusia; 4 de agosto de 1997), más conocida como Katia Riábova, es una cantante rusa que representó a su país en el Festival de la Canción de Eurovisión Junior 2009 y en el Festival de la Canción de Eurovisión Junior 2011. Interpretó la canción «Malenkiy Prints» en 2009, quedando en segunda posición junto con Armenia (aunque después de desempatar, Rusia terminó tercera). En 2011 cantó la canción «Romeo and Juliet» que originalmente se llamaba «Kak Romeo i Dzhulyetta» quedando en cuarta posición con 99 puntos (empatada por segunda ocasión, aunque esta vez si se realizó un desempate, volviendo a ser perjudicada, esta vez por Bielorrusia, que terminó tercera).

## Biografía
Yekaterina nació el 4 de agosto de 1997 en Shchólkovo, Rusia. En la final nacional rusa de Eurovisión Junior 2011 obtuvo el primer lugar, con la canción "Kak Romeo i Dzhulyetta", canción con la que representó a Rusia en el festival Eurovisión Júnior 2011. También participó en el Eurovisión Junior 2009. Intentó participar en el de 2010, pero había una norma que impedía que un artista se presentara más de una vez y por esa razón fue descalificada. En 2011 aún existía esa norma pero con ella se hizo una excepción.